# Faïence de Montelupo Fiorentino

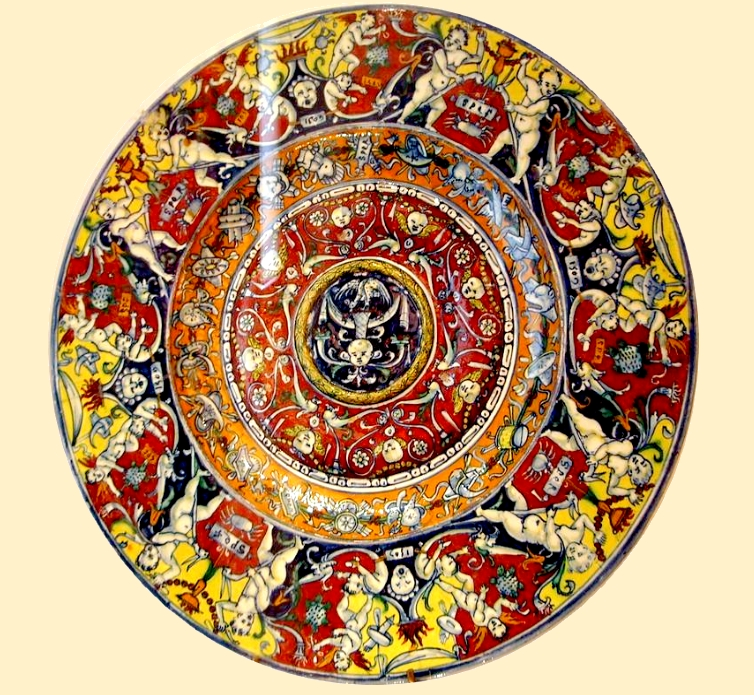
Plat en majolique daté de 1509 et nommé "Il Rosso di Montelupo" en raison du coloris pourpre employé pour son décor.

La faïence de Montelupo Fiorentino est une production céramique de la ville de Montelupo Fiorentino, dans la région de Florence en Toscane, qui fut particulièrement active lors de la Renaissance.

## Historique
Montelupo a été l'un des plus importants centres de production de céramique de la Renaissance, tant au niveau italien qu'européen.

Dès la fin du XIIIe siècle, la région produit des pièces d'inspiration hispano-mauresque (motifs bleus et décorations tirant sur le vert). Pendant plus de trois siècles, les fours se multiplient à l'intérieur de cette cité construite au milieu du XIVe siècle. À la fin du XVe siècle, on compte plus de 50 unités. Le niveau de production est tel qu'il nécessite un édit du maire  pour interdire de déverser dans la rivière Pesa les énormes quantités de déchets produits par les faïenceries.

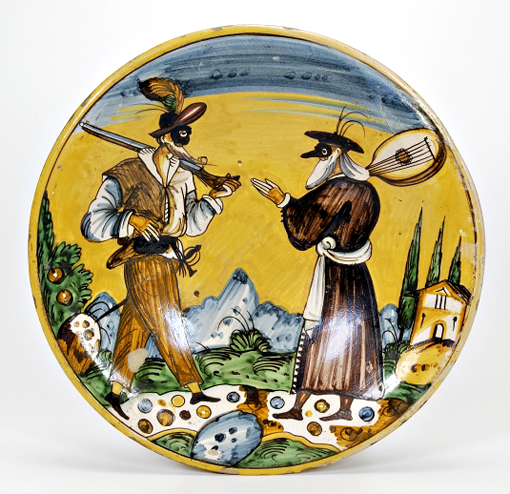
Plat au lansquenet, Montelupo, XVIIe siècle

Au milieu du XVe siècle, le site de Montelupo devient l'un des protagonistes du phénomène de circulation des techniques et des connaissances qui caractérise cette période. Les artistes de Montelupo vont travailler à Faenza et Cafaggiolo. On recense la présence de potiers de Montelupo également à Caltagirone, où ils ont donné nouvel élan à des traditions céramiques qui se poursuivent aujourd'hui.
Des fragments de poteries de Montelupo ont été trouvés sur des sites archéologiques d'Amérique centrale, liés à la première colonisation européenne, ainsi que dans les Philippines et en Écosse. 

Les majoliques de Montelupo font partie des plus beaux exemples de la majolique Renaissance exposés dans les grands musées, souvent avec des attributions plus ou moins exactes. On trouve dans la production historiée de Montelupo un des motifs les plus célèbres : la représentation satirico-naïve des arlequins, lansquenets du XVIIe siècle, l'un des personnages alors à la solde de Charles Quint parmi les plus célèbres et les plus redoutés. 

À la fin du XVIIe siècle, après que fut achevée la production des superbes albarelli pour les pharmacies florentines des dominicains de San Marco et Santa Maria Novella, commença le déclin lent mais inexorable de la production de céramique à Montelupo. Ce n'est que grâce à la production de pots traditionnels que la technique perdura au cours des XVIIIe et XIXe siècles.
La mémoire de la céramique de Montelupo fut cependant perdue. En 1977, les bénévoles du "Groupe archéologique de Montelupo Fiorentino" trouvèrent, à l'intérieur du château surplombant le village médiéval, l'entrée d'une grande fosse (une "fosse de lavage"), remplie de fragments de céramique en provenance des fours de la ville. Les découvertes sont exposées dans le Musée de la Céramique de Montelupo.